# 일본국왕

명 황제 칙유(복제)에서 발췌한 '일본국왕' 부분. 명의 만력제가 일본의 도요토미 히데요시에게 보낸 것으로 일본 국립역사민속박물관(国立歴史民俗博物館)에 전시되어 있다.

일본국왕(日本國王) 또는 왜왕(倭王)은 대체로 역사적으로 중국과의 책봉 관계로 성립되는 국제적인 조공 체제에서 일본이라는 군주국(왕국)의 주권자를 가리키는 호칭을 말하며, 일본 천황을 가리키는 호칭이기도 하다.
대부분 대중국, 대한국(조선) 관계에 있어 일본의 실질적인 지배자로 막부의 정이대장군을 지칭하는 경우가 대부분이나, 일본 국내에서는 중세 이래로 쇼군뿐 아니라 천황을 가리켜서 ‘왕’이라 부른 사례도 적지 않다.
통상적으로는 중세 시기부터 근세 시기에 걸쳐 특히 지방의 왕족 세력이나 무가 정권의 수장이 대외적으로 사용한 칭호를 가리키는 것으로 정의된다. 전자의 경우는 난보쿠초 시대(南北朝時代) 규슈(九州)를 장악했던 남조(南朝) 고다이고 천황(後醍醐天皇)의 아들 가네요시 친왕(懐良親王)이 명 태조(明太祖)로부터 「일본국왕 양회」(日本国王良懐)라는 봉호를 받아 일본국왕에 책봉되었으며, 후자의 경우는 무로마치 시대(室町時代) 무로마치 막부(室町幕府)의 3대 쇼군(将軍) 아시카가 요시미쓰(足利義満)가 「일본국왕 원도의」(日本国王源道義)라는 명의로 영락제로부터 일본국왕의 책봉을 받았다. 이후 무로마치 쇼군의 외교 칭호로써 일본국왕이 사용되었다.
대한민국에서 일본의 군주인 천황을 부르는 말로도 쓰여오고 있다.

## 연혁

### 무로마치 막부 이전
서기 8세기에 이르러 일본이라는 국호와 천황이라는 군주호가 쓰이기 이전의 왜(倭)에서는 최고 통치자를 가리켜 오키미(大王) 또는 치천하대왕(治天下大王)이라고 불렀으며, 중국의 사서에서는 《삼국지 위지 왜인전》등지에서 보이는 바와 같이 왜왕(倭王) 등으로 불렀다. 야마토 정권 초기에 이르기까지의 군주들은 자신의 정통성을 확보하고 세력을 과시하기 위해 중국의 책봉을 이용하려 했으며, 왜왕에 대한 책봉 기록은 《남제서》 등에 남아 있다. 당 이후로는 일본국왕의 호칭이 일반적이 되었다.
《당승상곡강장선생문집》(唐丞相曲江張先生文集)에는 「칙일본국왕서」(勅日本国王書)가 실려 있고, 《원사》(元史) 일본전에는 1266년 원(元)의 쿠빌라이 칸이 고려를 통해 일본으로 보낸 국서의 수신인이 「일본국왕」(日本国王)으로 되어 있는데, 양쪽 모두 일본 율령국가 및 왕조국가의 최고 수장인 천황을 가리키는 것이었다. 난보쿠초 시대(南北朝時代)에 이르러 고다이고 천황의 아들로 규슈에 파견되었던 가네요시 친왕이 왜구 진압에 협력하는 조건으로 명 왕조로부터 책봉을 받았고, 이때 「양회」(良懐)라는 이름으로 명 왕조의 일본국왕 칭호를 받았다. 가네요시 친왕의 세력이 규슈에서 퇴출된 뒤에도 무로마치 막부나 규슈의 다이묘(大名)들은 「일본국왕 양회」의 이름으로 대명 교역을 행하는 변칙적인 상태가 한동안 이어졌다.

### 무로마치 막부 수립과 쇼군 요시미쓰의 일본국왕 책봉
무로마치 막부의 첫 외교는 중국에서 원 왕조가 명 왕조로 교체되기 직전인 1366년 왜구 금압을 요청하는 고려의 사절이 일본으로 온 것을 최초로 한다. 당시 북조(北朝)는 고려의 사절이 원의 정동행중서성(征東行中書省)의 자문(咨文) 및 할부(箚付)를 지참하고 있다는 이유 및 앞서 원과 고려가 연합하여 일본을 공격했던 것을 들어 이들 사절단의 입국을 거절하였으나, 2대 쇼군 아시카가 요시아키라(足利義詮)는 교토 고잔파(五山派)의 선승(禅僧)인 슌오쿠 묘하(春屋妙葩)를 임시로 승록(僧録) 자격을 주어 교섭을 맡기는 동시에 쇼군 요시아키라 자신도 고려에서 온 사자를 불러 만나기도 하였다. 다만 북조 조정은 사절을 맞아 들이는 것을 거절하였으므로 쇼군 요시아키라는 정식 회답을 고려에 줄 수 없었고, 다만 교섭을 맡았던 슌오쿠 묘하의 명의로 구게 세손지 유키타다(世尊寺行忠)의 집필로 비공식 답서를 써서 보냈다(『善隣国宝記』・『鹿王院文書』).
이후 요시아키라의 뒤를 이은 아시카가 요시미쓰는 대명무역을 막부에서 독점하고자, 1374년부터 여러 차례에 걸쳐 사신을 파견한다. 명나라는 당시 해안 지역을 괴롭히고 있던 왜구 문제를 해결하기 위해 일본과의 교류를 원하고 있었다. 하지만 유교적인 책봉 관계에서 볼 때 막부에서 파견한 사절은 이미 일본국왕으로 책봉되었던 일본국왕 양회(즉 가네요시 친왕)의 명의가 아니었으므로 처음에는 사절의 입조를 허락하지 않았다. 요시미쓰는 포기하지 않고 실질적인 일본의 지배자가 천황이 아닌 자신임을 인정받으려 했고, 수 차례에 걸쳐 지속적으로 사신을 파견한 끝에 결국 1401년 명의 건문제로부터 일본국왕 원도의(日本國王源道義)의 칭호를 하사받게 된다. 요시미쓰는 이를 매우 기뻐해, 자신이 파견했던 사신단과 함께 입국하는 명의 사절단을 직접 정중히 맞이하며, 몸을 굽혀 배궤(拜跪)하며 황제의 조서를 받들었다고 전해진다.
이후 명에서 정난의 변에 의해 영락제가 즉위하고 요시미쓰가 다시 사절을 보내자 영락제는 일본국왕지인(日本國王之印)의 인부(印符)를 하사했다. 이로써 요시미쓰는 일본국왕의 칭호를 획득하는 동시에 일본은 중국으로부터 ‘외번’으로 인정받아 조공 체제에 편입되었다. 또한 이 사건은 무로마치 막부가 대중국 무역의 주도권을 장악하는 계기가 된다.
이후 요시미쓰의 뒤를 이은 요시모치 시기에 잠시 명과 단교했던 적이 있지만 6대 쇼군인 요시노리에 이르러 다시 일본국왕의 호칭으로서 명과의 관계를 회복했으며, 조선과의 국교에 있어서도 쇼군이 일본국왕을 칭하는 전통이 확립되었다. 신숙주가 쓴 《해동제국기》(海東諸國記)에서도 쇼군을 일컬어 국왕이라 하고 있으며 천황은 국정과 무관한 사람으로 기록하고 있다.

### 무로마치 시대 이후
무로마치 시대 이후 쇼군이 국왕을 칭하는 일은 없어졌다. 요시미쓰가 하사받았던 금인은 전란으로 소실되었고, 이를 모조한 목제 도장이 만들어져 대명 무역을 도모하였던 다이묘인 모리씨에 의해 사용되었으나 이것이 인정받지는 못했다. 임진왜란(壬辰倭亂) 직전인 1590년 조선이 일본에 파견한 조선통신사의 부사였던 김성일은 도요토미 히데요시(豊臣秀吉)에 대한 알현 형식에 대한 논의에서 도요토미 히데요시의 관직이었던 관백(關白)을 가리켜 ‘위황(僞皇)의 정승’이라 했다. 다만 일본에서 직접 천황을 지칭할 때는 '천황'이라 불러 일본의 예를 따랐다.
이후 도요토미 히데요시가 임진왜란 강화 회담의 와중에 명으로부터 일본국왕으로 책봉받았으나 강화 협상이 생각대로 되지 않자 정유재란을 일으켰다. 이후 형식적으로 천황의 신하를 자칭하게 된 에도 막부에 이르러서는 조선과의 국교를 수복하면서 일본국대군(日本國大君)을 칭했으며 이후 이 호칭을 사용하게 되어 일본국왕의 칭호는 없어졌다.

### 도요토미 정권
아즈치 모모야마 시대(安土桃山時代), 도요토미 히데요시(豊臣秀吉)가 일으킨 임진왜란에서 히데요시는 조선의 요청으로 참전해 온 명나라측이 제기한 강화 교섭에 대해 조선의 영토를 할양할 것과 명의 황녀를 히데요시의 첩으로 시집보낼 것, 조선의 왕자를 인질로 보낼 것 등 황당하기 그지없는 내용의 강화 조건을 요구하였고, 현장 담당자는 이를 숨기고 명에는 '히데요시에게 항복할 의사가 있다'고 전하고 화의가 성립되었다.
이에 따라 명의 만력제는 도요토미 히데요시에게 고명(誥命)을 보냈는데, 여기에는 「이제 특별히 너를 책봉하여 일본국왕으로 삼겠다」라는 문장이 들어 있었다. 이때 황제의 신하로써 국왕이 된다는 것에 격노한 히데요시가 고명 국서를 찢어 버리고 다시금 전쟁을 일으켜 정유재란 발발의 동인이 되었다는 일화가 있지만, 이는 후세의 창작으로 실제로는 국서를 내려받은 호리오 요시하루(堀尾吉晴)가 보관하고 있었으며, 현대에도 남아 일본의 중요문화재로써 「능본묵서 명왕증풍태합책봉문」(綾本墨書 明王贈豊太閤冊封文)라는 이름으로 일본 오사카 역사 박물관(大阪歴史博物館)에 소장되어 있다.
시마즈 요시히로(島津義弘)가 아들 다다쓰네(忠恒) 앞으로 보낸 편지에는 게이초(慶長) 원년(1596년) 9월 1일에 명의 사절과 대면한 히데요시는 사신 앞에서 지극히 겸양하고 공손한 태도를 보였으며 책봉 그 자체에 대해 히데요시가 뭔가 반발했다는 흔적은 없다. 그러나 조선의 영토 할양도 없고 조선의 왕자가 일본으로 오지도 않았다는 것이 원인이 되어 강화 교섭은 결렬되었고, 전쟁은 재개되었다고 한다.
일본에 와 있던 선교사 루이스 프로이스에 따르면 명의 사절은 「명의 황제가 히데요시를 일본국왕으로 봉하는 뜻을 적은 판」을 싣고 사카이(堺)에서 오사카로 향했다고 전하고 있다.

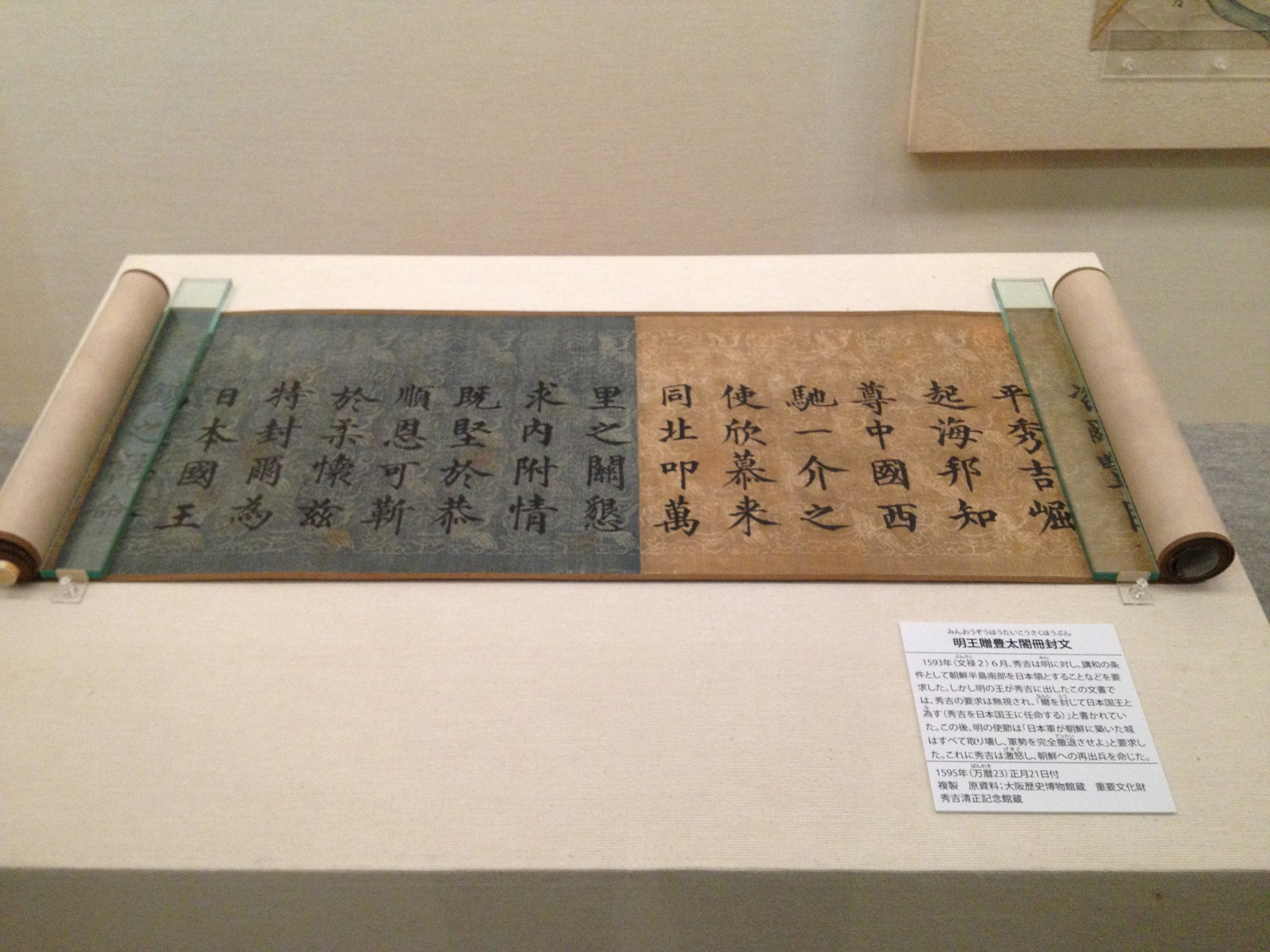
명왕증풍태합책봉문(明王贈豊太閤柵封文) 복제본. 히데요시 기요마사 기념관(秀吉清正記念館) 소장

### 에도 막부
히데요시 사후 도쿠가와 이에야스(徳川家康)는 명과 조선에 대해 전후 처리 교섭을 시작했고, 명이나 조선으로 앞서 잡혀 왔던 인질들을 돌려 보낼 것을 명령하여 게이초 5년(1600년) 8월에 상인 시마바라 무네야스(島原宗安)가 보노쓰(坊津)를 출항하여 인질 모국료(茅国科, 모국기茅国器의 동생)를 중국의 복주(福州)를 경유하여 북경(北京)으로 보냈다. 게이초 11년(1606년) 겨울에 조선으로 보낸 국서에는 「일본국왕」을 이에야스가 자칭하였는데, 앞서 히데요시가 받았다는 일본국왕의 금인이 사용된 것이었다고 전한다. 그리고 이것은 후에 쓰시마측이 국교 재개를 위해 꾸며낸 위조품으로 드러나게 된다.
2대 쇼군 도쿠가와 히데타다(徳川秀忠)는 조선과의 국교 재개를 위해 쓰시마 후추 번의 번주 소 씨(宗氏)에게 대조선 교섭을 명하였다. 그러나 겐나(元和) 3년(1617년)과 간에이(寛永) 원년(1624년) 조선에 대한 답서에까지 쓰시마 소 씨는 국서 위조를 벌였고, 이 국서에서 쇼군의 서명을 「일본국왕」으로 하였다. 조선측은 쓰시마측이 국서를 위조했다는 사실을 처음부터 끝까지 뻔히 다 알고 있었지만 굳이 더 캐지 않고 넘어갔고, 간에이 10년(1633년)에는 일본에서도 이 국서 위조 사실이 발각되었으나(야나가와 잇켄) 에도 막부는 쓰시마 후추 번의 가로 몇 명만을 처벌하는 것을 끝으로 더 묻지 않고 넘어갔다.
막부는 이후 대조선 외교에서 국서에 기입하는 쇼군의 칭호로써 「일본국대군」(日本国大君)이라는 칭호를 사용하였다. 도쿠가와 이에노부(徳川家宣)의 시대에는 아라이 하쿠세키(新井白石)의 건의로 일시 「일본국왕」이라는 칭호가 쓰이기도 했지만 도쿠가와 요시무네(徳川吉宗)가 다시 「대군」으로 되돌렸으며, 이후 모든 쇼군들이 「대군」이라는 호를 사용하였다.
다만 일본에서 천황이 율령에 명기된 공식 칭호였다고 해서 천황이 일본'국왕'으로 불리지 않은 것도, '일본국왕'이라고 할 경우 그것이 천황을 가리키는 것이 될 수 있다고 생각하는 인식이 아예 없었던 것은 결코 아니다. 일본에서 천황을 가리킬 때에는 미카도(帝, 御門)가 주로 쓰였으며, 인세이 이후에는 인(院)이라는 칭호로 많이 불렸다. 금리(禁裏)나 다이리(內裏) 등으로 불리는 경우도 있었다. 중세 이래 일본의 구교 및 승려들의 일기에서 이미 천황가를 가리켜 '왕가'(王家), 천황을 '왕'이라 부른 사례가 존재하고 있으며, 근세인 에도 막부가 정한 《금중병공가제법도》(禁中並公家諸法度)에는 승정(僧正)의 임명 규정을 정하는 14조에  「국왕」(国王)이라는 문언(文言)이 보이는데, 《금중병공가제법도》의 주석서 『게이초 공가제법도 주석 전』(慶長公家諸法度註釈 全, 18세기 후반 성립)에는 국왕이란 「천자(天子, 즉 천황) ・ 쇼군」을 의미한다고 되어 있다.
1617년에 막부의 자문을 맡았던 이신 스덴(以心崇伝)은 도쿠가와 쇼군의 칭호를 「일본국 미나모토 아무개」(日本国源某)로 칭하고 「왕」을 쓰지 않았는데 중화사상(中華思想)의 권역인 조선의 입장에서 보아 일본의 왕은 조선이나 베트남처럼 책봉을 받은 왕이 아니라는 점을 고려하여 일본의 왕(이 경우는 천황)과 조선의 왕은 국서의 교환을 하지 않는다고 서술하고 있다. 여기서 왕은 대중국 관계에서 조공-책봉의 형태로 외교 관계를 수립한 (중국 입장에서 보아) 제후왕을 의미하는 왕이 아니라 군주국의 주권을 가진 통치자를 가리키는 의미로써의 왕이었다.
에도 시대에 아라이 하쿠세키가 대조선 외교에 있어 쇼군의 칭호를 일본국대군에서 일본국왕으로 바꾸어야 한다는 주장에 대해 쓰시마 후추 번의 아메노모리 호슈는 막부의 쇼군은 엄연히 일본이라는 '왕국'에서 천황이라는 '왕'(천황)으로부터 국가 권력을 위임받아 무력으로 통치하는 존재일 뿐이며 일본에서 '일본국왕'이라고 불릴 수 있는 것은 엄연히 교토의 천황이어야 한다고 주장하였다. 즉 일본에서도 '일본국왕=천황'이라는 인식이 존재하고 있었음을 의미한다.
또한 미토학에서 비롯되어 막부 말기 서양 세력에 맞서 천황을 중심으로 단결해 일본을 지켜야 한다는 사상의 대표적 슬로건이었던 존왕양이 역시 '존왕'의 대상 즉 왕을 '일본의 천황'으로 지목하였다. 존왕양이는 이후 글자 하나만 바꾸어 존황양이(尊皇攘夷)로 바뀌기는 하지만, 그렇다고 '존왕'이라는 단어나 왕이라는 단어 안에 일본 천황을 가리키는 의미가 사라진 것도 아니어서 에도 막부 말기 마지막 쇼군 도쿠가와 요시노부가 대정봉환을 행한 뒤에 메이지 천황이 게이오 3년(1868년) 1월 3일 에도 막부와 기존의 섭정, 관백을 폐지하고, 삼직(총재, 의정, 참여)의 설치로 천황이 중심이 되는 새 정부의 수립을 선포한 선언 역시 왕정복고의 대호령(王政復古の大号令)이었다.
메이지 시대(明治時代) 이후 천황이 대외적으로 「일본국황제」(日本国皇帝) 또는 「일본국천황」(日本国天皇)이라는 호를 공식적으로 사용하였고, 이후 천황을 가리키는 의미로써의 「일본국왕」의 칭호는 사용되지 않게 되었다.

## 한반도에서의 호칭
조선 초기까지는 명나라의 예를 따라 막부의 쇼군을 일본국왕이라 불렀으며, 이후 천황에 대한 개념이 알려진 조선 중기 이후에는 천황을 종교적·의례적인 존재로 파악하고, 자리만 있을 뿐 정사에는 관여하지 않는 것으로 보고 있다. 이와 함께 쇼군에 대한 호칭도 관백으로 변화하였다.
대한민국 정부에서 공식적으로 명시한 호칭은 '천황'이며 외교석상에서는 '천황'으로 부르고 있으나, 정부의 외교상 공식 용어라고 해서 언론 및 교육에까지 그것을 써야 한다는 강제력은 없다. 대한민국의 신문, 뉴스 등 매체에서는 ‘천황’ 대신 단순히 일본의 군주라는 의미에서 ‘일왕’(日王) 또는 ‘일본 국왕’이라는 호칭으로 바꾸어 쓰고 있다. 국립국어원의 표준국어대사전에는 ‘천황(天皇)’을 ‘일본에서 그 왕을 이르는 말’로 설명되어 있으며, 국사편찬위원회에서 출간된 《한국사》에는 ‘덴노’로 표기되었다. 조선민주주의인민공화국에서는 일본의 왕조체제를 강조하기 위해 '천황'이라는 호칭을 사용한다.

## 같이 보기
- 일본 황실
- 국사행위